# Овчинникова, Люсьена Ивановна
Люсье́на Ива́новна Овчи́нникова (10 сентября 1931, Олевск, Житомирская область, Украинская ССР, СССР — 8 января 1999, Москва, Россия) — советская и российская актриса театра и кино; заслуженная артистка РСФСР (1973).

## Биография
Люсьена Овчинникова родилась 10 сентября 1931 года в городе Олевске Украинской ССР в семье офицера-пограничника. В возрасте шести лет девочка лишилась матери, отец женился вновь, и Люсьена училась жить с  мачехой. Отцу, в силу его профессии, часто приходилось переезжать, менять гарнизоны на Украине, в Карелии, Грузии, Туркменистане. В итоге среднюю школу Люсьена окончила в Ашхабаде, столице Туркменской ССР.
С детства Люсьена мечтала стать актрисой. Когда её спрашивали: «Кем ты хочешь стать?», она неизменно отвечала: «Актрисой, как Любовь Орлова», но, будучи очень застенчивой, даже не посещала школьный драматический кружок. Несмотря на это, в возрасте семнадцати лет, сразу после школы, Люсьена буквально в одном платье, без денег и паспорта (его потом поездом передал отец) сбежала из Ашхабада в Минск, где жила её тётя, чтобы попытаться поступить в Минский театральный институт. Она опоздала — к моменту её приезда экзамены уже прошли и начались занятия, которые к тому же велись на белорусском языке. Не поступив в вуз, Люсьена не вернулась домой, а поступила на работу ученицей продавца в парфюмерный отдел минского универмага. В следующем году девушка поехала в Москву для поступления в театральный институт:
- В 1955 году окончила актёрский факультет Государственного института театрального искусства имени А. В. Луначарского (курс народного артиста РСФСР Григория Конского);
- С 1955 по 1976 годы — актриса Московского академического театра имени Владимира Маяковского;
- С 1976 по 1983 годы работала в Московском литературно-драматическом театре Всероссийского театрального общества (ВТО);
- В 1985 — 1986 годах — актриса Ашхабадского русского драматического театра;
- В 1990-е годы работала (состояла в труппе) в Государственном театре киноактёра в Москве.

Дебютом Люсьены Овчинниковой в кино стала органично сыгранная роль деревенской девушки Нюрки Макаровой в фильме «Отчий дом» (1959) режиссёра Льва Кулиджанова.
Всесоюзную популярность принесла актрисе роль Кати в фильме «Девчата» (1961) режиссёра Юрия Чулюкина. В этом фильме героиня Овчинниковой Катя исполнила в дуэте с героем Николая Погодина Сашкой-гармонистом ставшую впоследствии популярной песню «Старый клён» композитора Александры Пахмутовой и поэта Михаила Матусовского.
После роли в фильме «Девчата» режиссёры начали активно приглашать актрису на роли второго плана и эпизодические роли: «Девять дней одного года» (1962), «Утренние поезда» (1963), «Верность» (1965), «Журналист» (1967) и другие.
Свою первую главную роль Люсьена Овчинникова сыграла в производственной драме режиссёра Фёдора Филиппова  «На завтрашней улице» в 1965 году. Её героиня Настя Буланова работает на стройке гидроэлектростанции, но у Насти проблемы от разгульного характера и пьянства. При помощи секретаря парткома и добрых советских людей, Настя встаёт на путь исправления.
В 1969 году Люсьена Овчинникова сыграла ещё одну главную роль в кино — роль Зины Голубевой в фильме режиссёра Виталия Мельникова «Мама вышла замуж».
В 1973 году, после исполнения эпизодической роли Вали, невесты Петрыкина, в советском телевизионном многосерийном фильме «Большая перемена» (1972 — 1973), Люсьене Овчинниковой было присвоено почётное звание «Заслуженный артист РСФСР».
Кроме того, актриса исполнила небольшие роли в киножурналах «Ералаш» и «Фитиль», озвучивала мультфильмы.

#### Смерть
Люсьена Овчинникова скончалась 8 января 1999 года в Москве на 68-м году жизни, пережив своего мужа, актёра Валентина Козлова (1937—1998), всего на четыре месяца. Причиной её смерти стал оторвавшийся тромб. 12 января тело актрисы было кремировано, а урна с прахом захоронена в колумбарии Введенского кладбища; позже, в 2021 году, она была перезахоронена в семейной могиле на том же кладбище (участок № 3).

## Личная жизнь
Гражданский муж  — Владимир Храмов, режиссёр. Люсьена и Владимир познакомились во время учёбы в ГИТИСе. Их брак был неофициальным, расписаться они так и не решились.
Гражданский муж — Александр Холодков (1920 — 14 сентября 1965), актёр. Люсьена и Александр работали вместе на сцене Московского академического театра имени Владимира Маяковского.
Муж (официальный брак) — Валентин Козлов (8 марта 1937 — 30 августа 1998), актёр. Люсьена и Валентин поженились в 1966 году, прожив вместе 32 года.
Детей у Люсьены Ивановны не было.

В 1969 году на съёмках фильма  «Мама вышла замуж» был непродолжительный роман с Олегом Ефремовым, о котором Люсьена Овчинникова вспоминала:
Мой роман с Олегом был, как вспышка, совсем недолгим. Но я всё равно благодарна судьбе. Ведь в моей душе навсегда осталось чудесное воспоминание о том волшебном чувстве и страсти, которыми он меня одарил!

## Творчество

### Роли в театре

#### ГИТИС
- — «Таня» А. Н. Арбузова — Таня

#### Московский академический театр имени Владимира Маяковского
- 1955 — «Молодая гвардия» по роману А. А. Фадеева. Постановка Н. П. Охлопкова — Любовь Шевцова
- 1955 — «Артистократы» Н. Ф. Погодина. Постановка Н. П. Охлопкова — Маргарита Ивановна, позже  Фефёла, Тамара и Нинка
- 1959 — «Маленькая студентка» Н. Ф. Погодина. Режиссёр: Б. Н. Толмазов  — Варвара Маландина
- 1960 — «Иркутская история" А. Н. Арбузова. Постановка Н. П. Охлопкова — Валя
- 1960 — «Время любить» Б. С. Ласкина. Режиссёр: Б. Н. Толмазов  — Маша (премьера — 14 мая 1960)
- 1962 — «Голубая рапсодия» Н. Ф. Погодина. Режиссёр: Б. Н. Толмазов  — Вавочка Маландина (премьера — 28 сентября 1962)
- 1964 — «Перебежчик» Бр. Тур. Постановка Б. Н. Толмазова — Галя Хмелько
- 1968 — «Звонок в пустую квартиру» Д. Угрюмова. Постановка Б. Н. Толмазова — Дама под вуалью
- 1970 — «Мария» А. Салынского. Постановка А. А. Гончарова — Тамара
- 1972 — «Дума о Британке». Постановка А. А. Гончарова — Клеопатра
- 1975 — «Интервью в Буэнос-Айресе» Г. Боровика. Постановка А. А. Гончарова и А. В. Ромашина — Клара Фостен

#### Московский Литературно-драматический театр ВТО
- — «Наваждение» А. Галина — Зинаида

#### Ашхабадский русский драматический театр им. А. С. Пушкина
- — «Наваждение» А. Галина — Зинаида

#### Московская драматическая труппа “Блуждающие звезды”
- — «Покуда стоят эти горы» П. Тихомирова. Постановка П. Е. Тихомирова — Мать

## Фильмография

### Роли в кино
1. 1957 — Хождение по мукам (фильм № 1 «Сёстры») — Луша, горничная
2. 1959 — Отчий дом — Нюрка Макарова
3. 1959 — Солнце светит всем — Зоя, кондуктор
4. 1960 — Первый день мира — Наташа, медицинская сестра
5. 1960 — Девичья весна — Анастасия Пчёлкина, повар на пассажирском теплоходе «Эльбрус» (в титрах Людмила Овчинникова)
6. 1961 — Разноцветные камешки — Нина
7. 1961 — Девчата — Катя, обрубщица сучьев, соседка Тоси по комнате в общежитии
8. 1962 — Девять дней одного года — Нюра, сестра Гусева
9. 1963 — Утренние поезда — Инка
10. 1964 — Лёгкая жизнь — Маша
11. 1964 — Повесть о Пташкине — Феня
12. 1964 — Хоккеисты — Надя Кудрич, жена Петра
13. 1965 — Верность — вдова
14. 1965 — Звонят, откройте дверь — Нечаева, мать Тани
15. 1965 — На завтрашней улице — Настя Буланова
16. 1966 — Женщины — Анечка, работница мебельной фабрики
17. 1967 — Журналист — Тамара, подруга Шуры
18. 1967 — Сильные духом — Галя, радистка
19. 1968 — Встречи на рассвете — Людмила, колхозница-птичница
20. 1969 — Мама вышла замуж — Зина Голубева (главная роль)
21. 1969 — Белый флюгер — Варвара Дорохова, мама Федьки и Карпухи
22. 1970 — На пути к Ленину — Римма, секретарь ЦК ВЛКСМ
23. 1971 — Телеграмма — жена новосёла, играющая на баяне и поющая песню «А где мне взять такую песню?» (нет в титрах)
24. 1972 — Включите северное сияние — Мария Петровна, мама Наташи и Лёни
25. 1972 — Вера, Надежда, Любовь — Глаша, подруга Веры
26. 1972 — Ждём тебя, парень — Лиза Фролова, жена Гаврилы
27. 1973 — Большая перемена — Валя, невеста бригадира Петрыкина
28. 1974 — Большое космическое путешествие — Зоя Петровна, мама Дружинина
29. 1974 — Ералаш (выпуск № 2, сюжет «Не надо волноваться») — школьная медсестра
30. 1975 — Ольга Сергеевна — Маргарита
31. 1975 — Такая короткая долгая жизнь — Тамара Павловна Калугина
32. 1975 — Это мы не проходили — Полина Сергеевна, мать Милы (в титрах не указана)
33. 1975 — Мои дорогие — Шура Петрова
34. 1976 — Двадцать дней без войны — Ксения Сергеевна, бывшая жена Лопатина
35. 1976 — Дневник Карлоса Эспинолы — эпизод
36. 1976 — Колыбельная для мужчин — Клавдия Ивановна
37. 1977 — Люся — тётя Паша, участница экспедиции
38. 1977 — Риск — благородное дело — камео
39. 1977 — У нас новенькая — рабочая РСУ
40. 1978 — И снова Анискин — Ольга Пешева, доярка
41. 1979 — Камертон — Мария Фёдоровна, мама Ганушкина
42. 1981 — Плывут моржи — Зоя Дмитриевна
43. 1982 — Свидание с молодостью — Люся Иванова
44. 1983 — Приступить к ликвидации — Климова
45. 1983 — Пробуждение — Валентина Воропаева
46. 1985 — Валентин и Валентина — Рита, проводница поезда, подруга матери Валентина
47. 1985 — Город над головой — Шура
48. 1985 — Джигит всегда джигит — Анна Петровна, главный врач профилактория
49. 1989 — Женщины, которым повезло — Антонина Михайловна, учитель словесности
50. 1989 — Неприкаянный
51. 1990 — Место убийцы вакантно… — жена Кныша
52. 1991 — Агенты КГБ тоже влюбляются — мать Миши-Толяна
53. 1991 — Семнадцать левых сапог — Марья
54. 1991 — Сказка о купеческой дочери и таинственном цветке — Варвара
55. 1992 — Менялы — администратор гостиницы
56. 1992 — Убийство на Ждановской — Ирина Евгеньевна Сергиенко, дежурная на станции «Ждановская»
57. 1993 — Альфонс — продавец в колбасном отделе
58. 1994 — Трень-брень — бабушка Даша
59. 1997 — Ночь жёлтого быка (Туркменистан) - дворничиха

### Озвучивание мультфильмов
- 1967 — Маугли. Ракша — мать-волчица Ракша, приёмная мать Маугли
- 1971 — Маугли. Возвращение к людям — мать-волчица Ракша, приёмная мать Маугли
- 1973 — Фока — на все руки дока — Белёна
- 1973 — Детство Ратибора — Анея
- 1973 — Персей — средняя Грая
- 1973 — Сокровища затонувших кораблей — Мвамба / Сева
- 1975 — Лиса и медведь — лиса
- 1977 — Последний лепесток — мама Жени

## Государственные награды
- 1973 — «Заслуженная артистка РСФСР»[2]

## Память
- «Люсьена Овчинникова. „Пёстрая лента“» («Первый канал», 2003)[3]
- «Люсьена Овчинникова. „Абсолютно счастливая женщина“» («ТВ Центр», 2007)[5]
- «Люсьена Овчинникова. „Жизнь в ожидании любви“» («Первый канал», 2008)[6][7]
- «Люсьена Овчинникова. „Мотылёк“» («Культура», 2011)[8]
- «Люсьена Овчинникова. „Частная история“» («Москва 24», 2015)[9]
- «Люсьена Овчинникова. „Последний день“» («Звезда», 2018)[10]
- «Люсьена Овчинникова. „Раскрывая тайны звёзд“» («Москва 24», 2019)[11]
- «Люсьена Овчинникова. „Звёзды советского экрана“» («Москва 24», 2019)[12]
- «Люсьена Овчинникова. „Улыбка сквозь слёзы“» («ТВ Центр», 2021)[13]